# 尼古拉·维萨里奥诺维奇·涅克拉索夫
尼古拉·维萨里奥诺维奇·涅克拉索夫（俄语：Никола́й Виссарио́нович Некра́сов，1879年11月1日—1940年5月7日）俄罗斯自由主义政治家，末代芬兰总督，曾在俄国临时政府运输部长、副总理兼财政部长。